# Bragado (Buenos Aires)
Bragado é uma cidade da Argentina, no interior da província de Buenos Aires.